# توموهيرو تايرا
توموهيرو تايرا (باليابانية: 平 智広) (10 مايو 1990 في شيزوكا في اليابان – )؛ هو لاعب كرة قدم ياباني سابق كان يلعب كمدافع.

## وصلات خارجية
- توموهيرو تايرا على موقع رابطة كرة القدم اليابانية للمحترفين (اليابانية)
- توموهيرو تايرا على موقع قاعدة بيانات كرة القدم.إي يو (الإنجليزية)
- توموهيرو تايرا على موقع Soccerway.com (الإنجليزية)
- توموهيرو تايرا على موقع عالم كرة القدم.نت (الإنجليزية)